# Michelle Müntefering
Michelle-Jasmin Müntefering (Herne, 9 aprile 1980) è una politica e giornalista tedesca. È stata membro del consiglio di amministrazione del Partito Socialdemocratico di Germania nella Renania Settentrionale-Vestfalia dal 2004 al 2014. È stata eletta nel Bundestag tedesco conseguendo il mandato per il distretto Herne - Bochum II nelle elezioni federali del 2013 e del 2017. Inoltre, a partire dal 14 marzo 2018 ha ricoperto il ruolo di ministro di Stato (Segretario di Stato parlamentare) presso il Ministero federale degli affari esteri sotto il ministro Heiko Maas nel quarto governo di Angela Merkel.

## Istruzione e carriera iniziale
Müntefering è nato a Herne. Durante i suoi giorni di scuola alla Hibernia School, ha completato una formazione professionale dal 1997 al 1998 come bambinaia. Dopo la laurea nel 2000, ha fatto uno stage in una redazione locale e poi è entrata in un'agenzia di stampa.
Dal 2002 al 2007 Müntefering ha studiato giornalismo con specializzazione in economia, si è laureata e ha inizialmente lavorato come professionista nei media. Nel 2008 e nel 2009 è stata ricercatrice associata a Franz Müntefering presso il Bundestag tedesco. Dal 2008 al 2010 ha svolto un tirocinio presso il Vorwärts di Berlino. Dal 2010 Müntefering ha lavorato come giornalista indipendente.

## Carriera politica
Müntefering è diventata membro del Bundestag tedesco dalle elezioni federali del 2013. Nel suo primo mandato, è stata membro della commissione per gli affari esteri e del sottocomitato per le relazioni culturali e la politica dell'istruzione. Nella commissione per gli affari esteri, è stata relatrice del suo gruppo parlamentare sulle relazioni con la Turchia. Dal 2014 al 2015 è stata brevemente relatrice per la protezione digitale dei consumatori.
Oltre ai suoi incarichi in commissione, Müntefering è stata presidente del gruppo parlamentare di amicizia tedesco-turco dal 2014 al 2018. È anche membro del gruppo parlamentare di amicizia tedesco-israeliano e del gruppo parlamentare di amicizia tedesco-iraniano.
Nei negoziati per formare un governo di coalizione sotto la guida del cancelliere Angela Merkel a seguito delle elezioni federali del 2017, Müntefering faceva parte del gruppo di lavoro sulla politica estera, guidato da Ursula von der Leyen, Gerd Müller e Sigmar Gabriel. Tra febbraio e marzo 2018, è stata brevemente membro della direzione del gruppo parlamentare SPD sotto la presidenza Andrea Nahles.

## Altre attività

### Organismi di regolamentazione
- Agenzia federale delle reti di elettricità, gas, telecomunicazioni, posta e ferrovia (BNetzA), membro supplente del consiglio di amministrazione (2013-2018)
- Landesanstalt für Medien Nordrhein-Westfalen (LfM), Membro del Comitato Media (-2015)

### Organi sociali
- Humboldt Forum, ex-membro del Consiglio di vigilanza (dal 2018)
- Evangelische Verbund Ruhr (EVR), membro del consiglio di vigilanza

### Organizzazione no profit
- Associazione Leibniz, ex membro del Senato (dal 2018)[3]
- Center for Feminist Foreign Policy (CFFP), Membro del Consiglio consultivo (dal 2018)[4]
- Comitato ebraico americano a Berlino, membro dell'Advisory Board
- Berliner Republik, membro del consiglio di redazione
- Consiglio europeo per le relazioni estere (ECFR), membro[5]
- Friends of the Herne Synagogue, Membro
- Gegen Vergessen - Für Demokratie, Membro
- German Orient Foundation, Presidente del Consiglio di fondazione[6]
- Società tedesco-turca (DTG), vicepresidente[7]
- Associazione tedesco-araba per l'amicizia (DAFG), membro del consiglio[8]
- Progressives Zentrum, Membro del Circolo degli amici[9]
- Amnesty International, Membro
- Atlantik-Brücke, Membro
- Associazione tedesco-israeliana (DIG), membro
- IG Bergbau, Chemie, Energie (IG BCE), Membro
- Associazione sociale della Germania (SoVD), Membro
- 2015 German Short Film Awards, Membro della giuria[10]
- Stiftung Datenschutz, membro dell'Advisory Board (2014-2016)